# Monestier (Allier)
Monestier település Franciaországban, Allier megyében. Lakosainak száma 280 fő (2022. január 1.). Monestier Bellenaves, Chantelle, Chezelle, Chirat-l’Église, Deneuille-lès-Chantelle, Fleuriel, Target és Voussac községekkel határos.

## Népesség
A település népességének változása:
| Lakosok száma | 437  | 274  | 282  | 268  | 296  | 299  | 282  | 278  | 277  | 280  |
|               | 1968 | 1982 | 1990 | 2006 | 2013 | 2015 | 2017 | 2019 | 2020 | 2022 |